# 赫爾辛基猶太會堂

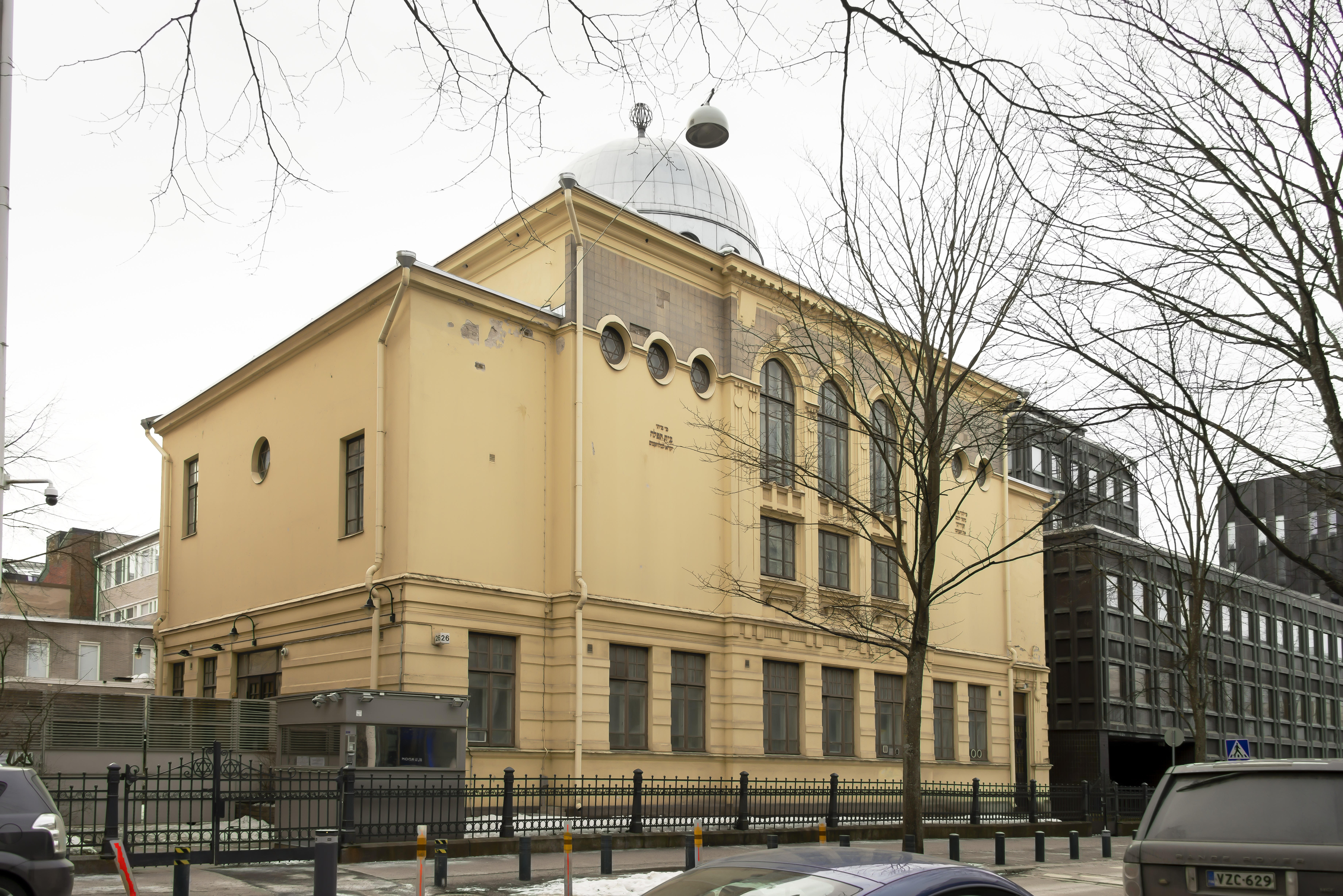
赫爾辛基猶太會堂

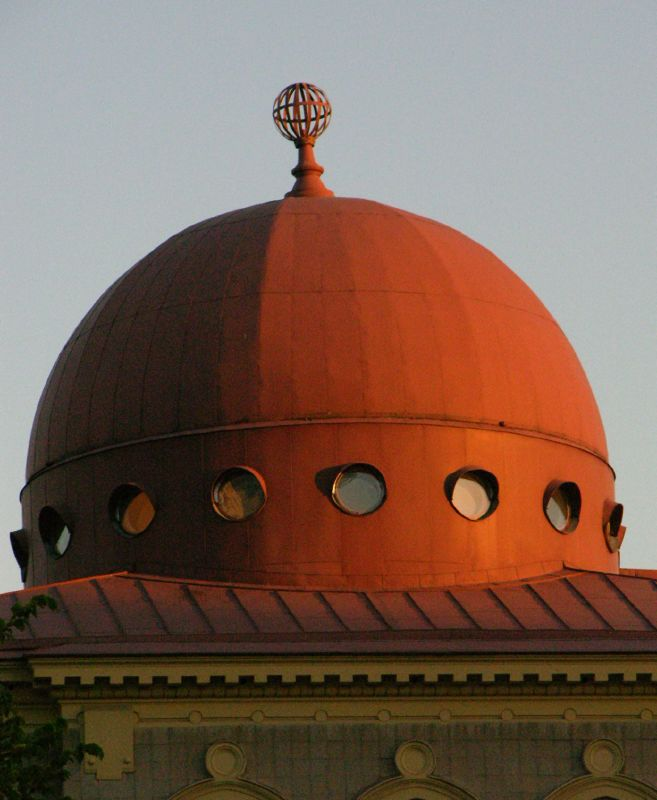
猶太會堂的穹顶

赫爾辛基猶太會堂（芬蘭語：Helsingin synagoga）是芬蘭首都赫爾辛基的一座猶太會堂，也是芬蘭的兩座猶太會堂之一（另一座在图尔库），位於赫爾辛基的康皮區。這座教堂由建築师约翰·雅各布·阿伦贝里設計，竣工於1906年。